# Franz Beck (Buchbinder)

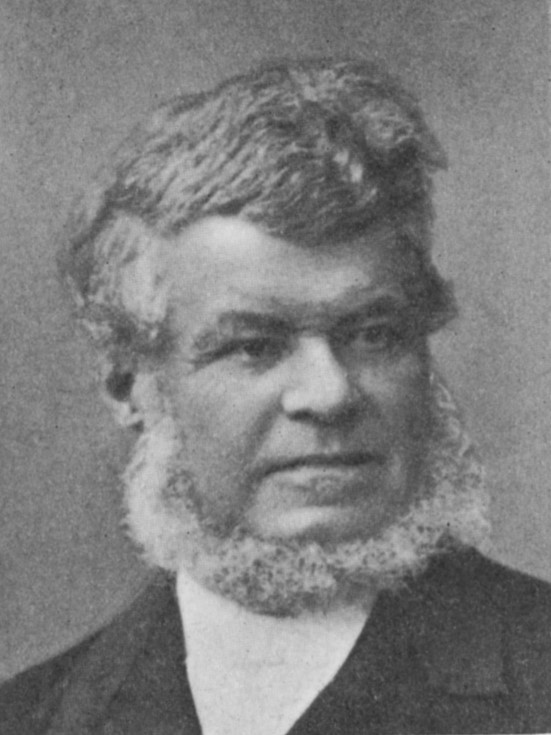
Franz Beck (vor 1888)

Franz Beck, auch Frans Beck (* 22. März 1814 in Gau-Bickelheim, Kanton Wörrstadt; † 15. Mai 1888 in Stockholm, Schweden) war ein schwedischer Buchbinder deutscher Abstammung. Im Jahr 1882 wurde er mit der höchsten schwedischen Auszeichnung, der Medaille Litteris et Artibus, geehrt.

## Leben
Franz Beck wurde im März 1814 in Rheinhessen geboren. Seine Eltern waren Catharina Beck (geb. Carlin) und der hessische Politiker und Bürgermeister von Gau-Bickelheim Dominique Beck.
Im Alter von 26 Jahren wanderte Franz Beck im Jahr 1940 nach Schweden aus und ließ sich als Buchbindermeister in Stockholm nieder. Am 1. Juni 1851 heiratete er die Schwedin Julia Lovisa Carlotta Carlsson, eine Hofdame des Königs Karl XIV. Aus dieser Ehe gingen zwei Kinder hervor. Während sein Sohn Johan Viktor Beck (* 1852) ebenfalls Buchbinder wurde und die väterliche Werkstatt übernahm, schlug seine Tochter Julia Beck (1853–1935) eine künstlerische Laufbahn ein und wurde eine erfolgreiche Malerin, die sich auf Dauer in Frankreich niederließ.
Beck suchte ständig nach Möglichkeiten, um die Buchbinderkunst weiterzuentwickeln, und wurde zu einem der besten schwedischen Buchbinder. Von Anfang an spezialisierte er sich auf die Herstellung prächtiger Schmuckausgaben. Während der 1840er und 1850er Jahre verwendete er oft Perlen und Stickereien für seine Bucheinbände, später auch silberne Beschläge oder Holzschnitzereien, die auf einen Untergrund aus Seide oder Samt montiert waren. Viele der führenden schwedischen Buchbinder der nachfolgenden Generation wurden bei Beck ausgebildet.
Im Jahr 1882 wurde Franz Beck die höchste Auszeichnung des schwedischen Staates, die Medaille Litteris et Artibus, verliehen. Zwei Jahre später starb er im Mai 1888 im Alter von 74 Jahren in Stockholm.

## Auszeichnungen
- 1881: Goldmedaille bei der Ausstellung in Malmö[4]
- 1881: Diplom des Ehrenmeisters im Deutschen Buchbinderverband Berlin[4]
- 1882: Medaille Litteris et artibus